# Joaquim Augusto Mouzinho de Albuquerque
Joaquim Augusto Mouzinho de Albuquerque (Batalha, 12 novembre 1855 – Lisbona, 8 gennaio 1902) è stato un ufficiale portoghese di cavalleria. Catturò Gungunhana a Chaimite (1895) e pacificò il Mozambico. Era il nipote di Luís da Silva Mouzinho de Albuquerque.

## Biografia
Molto rispettato nella società portoghese dei secoli XIX e XX, fu considerato la speranza e il simbolo della reazione portoghese alle minacce degli altri Imperi Europei verso gli interessi portoghesi in Africa.
Sposò sua cugina Maria José Mascarenhas de Mendonça Gaivão (Lagoa, 23 Luglio 1857 – Lisbona, 2 Settembre 1950), ma la coppia non ebbe figli.
Nel 1889 fu governatore ad interim dell'India Portoghese; dal 1896 fu governatore della provincia di Gaza e Mozambico fino al 1898, quando tornò in Portogallo. Durante il suo governatorato in Mozambico comandò uno squadrone di cavalleria che combatté Gungunhane. Il 28 dicembre 1895 Mouzinho catturò Gungunhane a Chaimite, senza sparare un colpo.
Fu l'istruttore del Principe Reale Luigi Filippo di Braganza.
La sua posizione critica contro la strategia e la classe politica del suo periodo e le voci sul suo comportamento disumano durante le campagne militari in Africa ebbero l'effetto di ostracizzarlo progressivamente e trascinarlo in un clima di crescenti sospetti e trame. Si suicidò nel 1902, sparandosi all'interno di una coupé (alcune fonti credono però che si trattò di omicidio).

## Onori
Fu rappresentato nella banconota di 20 escudo portoghesi negli anni 40.

## Memoriale
La Rotunda da Boavista, conosciuta come Praça de Mouzinho de Albuquerque, ricorda questo soldato.

## Opere in lingua portoghese
- O Exercito nas Colonias Orientais, (Military of the Eastern Colonies) Minerva Commercial, 1893.
- Relatório sobre a prisão do Gungunhana, Lourenço Marques, Typ. Nacional, 1896.
- A prisão do Gungunhana (Gungunhana Prison), Lourenço Marques, Typ. Nacional de Sampaio e Carvalho, 1896.
- Campanha contra o Maguiguana nos territórios de Gaza em 1897 (Campaign Against Maguiguana in the Territories of Gaza (Mozambique) in 1897, 1897.
- Providências... desde 1 de Dezembro de 1896 até 18 de Novembro de 1897 (Providences. Since 1 December 1896 to 18 November 1897), Lisbon, Imp. Nacional, 1898.
- Moçambique 1896-1898 (Mozambique 1896-1898), Lisbon, Manoel Gomes, 1899.
- Entre mortos, carta inédita de Mouzinho de Albuquerque a sua Alteza o Príncipe Real D. Luis de Bragança, Lisbon, Tip. "A Editora", 1908.
- Livro das campanhas (Books on Campaigns), Lisbon, Div. de Publicações e Bibliotecas, 1935.
- Mouzinho de Albuquerque: a renúncia do Comissário Régio, Lourenço Marques, Minerva Central, 1953.
- Pensamento e acção de Mouzinho em Moçambique: antologia, Lisbon, Gráf. Boa Nova, 1956.